# Steindachneridion melanodermatum
El surubí del Iguazú (Steindachneridion melanodermatum) es una especie de pez de la familia Pimelodidae en el orden de los Siluriformes.

## Morfología
• Los machos pueden llegar alcanzar los 53,2 cm de longitud total.

## Hábitat
Es un pez de agua dulce y de clima tropical.

## Distribución geográfica
Se encuentran en Sudamérica: cuenca del río Iguazú en el sudeste de Brasil y el extremo nordeste de la Argentina.